# Wout Faes
Wout Faes  (Mol, 3 april 1998) is een Belgisch voetballer die doorgaans als centrale verdediger speelt. In september 2022 tekende hij een vijfjarig contract bij Leicester City. Faes debuteerde in 2022 in het Belgisch voetbalelftal.

## Spelerscarrière

### Anderlecht
Anderlecht plukte Faes in 2012 weg bij de jeugd van Lierse SK. Hij kon daarna rekenen op interesse van Chelsea en Manchester United, maar zijn eerste profcontract ondertekende hij toch bij Anderlecht. Vanaf het seizoen 2015/16 begon Faes geregeld mee te trainen met het eerste elftal van de club. Een maand nadat hij met België –17 brons haalde op het WK onder 17 van 2015 verlengde hij zijn contract bij Anderlecht. Faes haalde met Anderlecht zowel in het seizoen 2014/15 als in het seizoen 2015/16 de halve finale van de UEFA Youth League met Anderlecht, in laatstgenoemde campagne trad hij zelfs geregeld aan als aanvoerder.

### SC Heerenveen
Anderlecht verhuurde Faes in het seizoen 2016/17 vanaf de winterstop aan sc Heerenveen. Anderlecht liet geen aankoopoptie in het huurcontract zetten. Faes maakte op 1 april 2017 zijn debuut in de Eredivisie. Hij viel tegen Heracles Almelo in de 35e minuut in voor Reza Ghoochannejhad. De verdediger kreeg daarna in alle resterende wedstrijden van de reguliere competitie een basisplaats. Zijn laatste wedstrijd voor Heerenveen was de heenwedstrijd van de halve finale van de play-offs om Europees voetbal tegen FC Utrecht. Heerenveen verloor uiteindelijk tweemaal van Utrecht, waardoor de club dat seizoen naast Europees voetbal greep. Zijn eerste avontuur in de Eredivisie stond bol van geklungel en blunders.

### Excelsior
Bij zijn terugkeer naar Anderlecht werd Faes door de nieuwe trainer René Weiler meteen naar de C-kern verwezen. Op 12 juli 2017 werd bekend dat Excelsior Faes voor één seizoen huurde van Anderlecht. Kort na zijn komst kreeg Faes er met Jinty Caenepeel nog een landgenoot bij in de selectie van Excelsior. De eerste drie speeldagen kreeg Faes een basisplaats van trainer Mitchell van der Gaag, die het accent legde op verdedigend voetbal, maar nadien kreeg hij door de vernieuwing van de uitleenbeurt Jordy de Wijs op minder reguliere basis speelminuten. Ondanks het feit dat De Wijs dat seizoen een ijzersterk centraal verdedigingsduo vormde met Jurgen Mattheij, speelde Faes dat seizoen toch negentien competitiewedstrijden in de Eredivisie.

### KV Oostende
In de zomer van 2018 trok Faes de deur van Anderlecht volledig achter zich dicht en ondertekende hij een driejarig contract bij eersteklasser KV Oostende waar hij Gert Verheyen, zijn voormalige bondscoach van bij de nationale jeugdploegen terug tegenkwam. Uiteindelijk speelde hij geen minuut in de hoofdmacht van Anderlecht, ondanks zijn statuut van groot talent. Het was ook Verheyen die aandrong op zijn komst. Bij Oostende groeide Faes uit tot een vaste pion centraal in de verdediging. In zijn eerste seizoen miste hij slechts vijf competitiewedstrijden, waarvan drie wegens schorsing en twee vanwege een lichte voetblessure. Hij bereikte met de club ook de halve finale van de Beker van België, waarin de club pas na strafschoppen sneuvelde tegen AA Gent.
Ook in het seizoen 2019/20 was Faes een belangrijke kracht bij KV Oostende, dat dat seizoen evenwel zowel een sportieve als een extrasportieve malaise kende. Tijdens de eerste seizoenshelft kwam Faes' naam geregeld naar voren als potentiële vertrekker die de clubkas kon spijzen. Faes, die een goede eerste seizoenshelft speelde en dat seizoen geregeld de kapiteinsband droeg, werd op 31 januari 2020 uiteindelijk verkocht aan de Franse eersteklasser Stade de Reims. Reims liet Faes het seizoen uitdoen bij KV Oostende, dat op dat moment nog in een degradatiestrijd verwikkeld was. Faes kon zich met de kustclub uiteindelijk redden in de Jupiler Pro League, hoewel de club bij de stopzetting van de competitie vanwege de coronapandemie nog niet mathematisch gered was.

### Stade de Reims
Na het seizoen 2019-2020 vertrok de speler zoals voorzien naar de Franse voetbalclub Stade de Reims. Hij tekende er een contract tot het einde van het seizoen 2023-2024. Bij Stade Reims werd Wout Faes een absolute steunpilaar. In de Ligue 1 ontpopte Faes zich tot international en speelde hij zich in de kijker van clubs uit de grote Europese competities. Hij kwam bij Reims in twee seizoenen tot 77 optredens, waarin hij goed was voor vijf doelpunten.

### Leicester City
Op 1 september 2022, de laatste dag van de transferperiode tekende Wout Faes een vijfjarig contract bij Leicester City. Bij de ploeg van Brendan Rodgers moest Faes de vervanger van Wesley Fofana worden, die op zijn beurt naar Chelsea vertrok. Met de transfer was ruim € 20.000.000,- (inclusief bonussen) gemoeid. Na Youri Tielemans, Timothy Castagne en Dennis Praet is hij de vierde Rode Duivel bij ‘The Foxes’. Bij Leicester speelt hij in een systeem met vier verdedigers. Hij moest voor meer stabiliteit zorgen. Bij zijn aankomst stond Leicester onverwachts laatste in de Premier League. Hij tekende een contract tot 2027. Faes is de enige veldspeler die de club haalde in de afgelopen transferperiode.
Na een korte gewenningsperiode maakte Wout Faes op 17 september zijn langverwachte debuut voor Leicester, dat met zware 6-2-cijfers onderuit ging tegen Tottenham. Hij stond voor het eerst in de basis en speelde de volledige wedstrijd. Ook Castagne en Tielemans stonden in de basis. Het jeugdproduct van Anderlecht veroverde snel een basisplek. Op 31 december 2022 scoorde Faes tegen Liverpool twee keer in eigen goal. Met deze dubbele owngoal is Faes de vierde speler in de geschiedenis van de Premier League die twee eigen doelpunten maakte in één duel. Leicester verloor met 2-1. Op 11 maart werd Wout Faes met rood (twee gele kaarten) van het veld in kansloze 1-3 nederlaag tegen Chelsea. Op de laatste speeldag scoorde Faes tegen West Ham zijn eerste doelpunt in Engeland. Faes speelde ruim 31 competitiewedstrijden waarin hij goed was voor één doelpunt en twee assists. Hij kon zijn ploeg echter niet behoeden voor degradatie.

## Clubstatistieken
| Seizoen         | Club            | Competitie      | Competitie | Competitie | Beker | Beker | Internationaal | Internationaal | Totaal | Totaal |
| Seizoen         | Club            | Competitie      | Wed.       | Dlp.       | Wed.  | Dlp.  | Wed.           | Dlp.           | Wed.   | Dlp.   |
| --------------- | --------------- | --------------- | ---------- | ---------- | ----- | ----- | -------------- | -------------- | ------ | ------ |
| 2016/17         | Anderlecht      | Eerste klasse A | 0          | 0          | 0     | 0     | 0              | 0              | 0      | 0      |
| 2016/17         | → SC Heerenveen | Eredivisie      | 8          | 0          | 0     | 0     | —              | —              | 8      | 0      |
| 2017/18         | → Excelsior     | Eredivisie      | 19         | 0          | 1     | 0     | —              | —              | 20     | 0      |
| 2018/19         | KV Oostende     | Eerste klasse A | 35         | 1          | 5     | 1     | —              | —              | 40     | 2      |
| 2019/20         | KV Oostende     | Eerste klasse A | 28         | 0          | 2     | 0     | —              | —              | 30     | 0      |
| 2020/21         | Stade de Reims  | Ligue 1         | 26         | 1          | 0     | 0     | 2              | 0              | 28     | 1      |
| 2021/22         | Stade de Reims  | Ligue 1         | 37         | 4          | 2     | 0     | 1              | 0              | 40     | 4      |
| 2022/23         | Stade de Reims  | Ligue 1         | 3          | 0          | 0     | 0     | —              | —              | 3      | 0      |
| 2022/23         | Leicester City  | Premier League  | 31         | 1          | 5     | 0     | —              | —              | 36     | 1      |
| 2023/24         | Leicester City  | Championship    | 42         | 2          | 3     | 0     | —              | —              | 45     | 2      |
| Carrière totaal | Carrière totaal | Carrière totaal | 203        | 9          | 18    | 1     | 3              | 0              | 198    | 10     |

Bijgewerkt op 30 april 2024.

## Interlandcarrière

### Beloften
Na vijf interlands met de Belgische –15 stroomde Faes in 2013 door naar België –17. Met deze leeftijdscategorie behaalde hij in november 2015 als aanvoerder een bronzen medaille op het WK onder 17 van 2015 in Chili. Eerder dat jaar had Faes met de Belgische –17 al de halve finale gehaald op het EK onder 17, waar België in de halve finale na strafschoppen werd uitgeschakeld door Frankrijk. Na het toernooi werd Faes net als doelman Jens Teunckens door de UEFA opgenomen in het ‘Team van het toernooi’.
Op 6 oktober 2017 debuteerde Faes voor de Belgische beloften in de EK-kwalificatiewedstrijd tegen Zweden (1-1), waarin hij een basisplaats kreeg. Faes miste in de daaropvolgende zeven kwalificatiewedstrijden geen minuut, waarna België zich plaatste voor het beloften-EK. In juni 2019 nam beloftenbondscoach Johan Walem hem op in de eindselectie voor het toernooi. Faes speelde de volledige 90 minuten in de eerste twee groepswedstrijden tegen Polen en Spanje, maar miste de laatste groepswedstrijd tegen Italië vanwege een schorsing.

### België
Op 5 november 2021 werd Wout Faes voor het eerst geselecteerd voor de Rode Duivels voor de WK-kwalificatiewedstrijden tegen Estland en Wales. Faes is mede geïnviteerd omdat Thomas Vermaelen van Vissel Kobe geen toestemming kreeg om Japan te verlaten, dit vanwege quarantaineregels. Ook Dante Vanzeir behoorde voor het eerst tot de selectie van bondscoach Martinez.
Op 8 juni 2022 mocht Faes voor het eerst aantreden bij het eerste elftal van België tegen Polen in de UEFA Nations League. Hij viel na 85 minuten in voor Axel Witsel. De wedstrijd werd met 6-1 gewonnen. Ook Loïs Openda debuteerde in deze wedstrijd.

#### WK 2022 Qatar
Op 10 november 2022 hakte Martinez de knoop voor de definitieve WK selectie door. Faes maakte door zijn sterke prestaties in de Premier League deel uit van de definitieve selectie. In de drie groepswedstrijden tegen Canada (1-0 overwinning), Marokko (0-2 verlies) en Kroatië (0-0) Kwam Faes niet in actie. België werd uitgeschakeld.

#### EK 2022 Duitsland
Eind mei 2024 werd Faes door bondscoach Domenico Tedesco opgenomen in de selectie voor het EK 2024 in Duitsland.

## Interlands
| Interlands van Wout Faes voor België | Interlands van Wout Faes voor België | Interlands van Wout Faes voor België | Interlands van Wout Faes voor België | Interlands van Wout Faes voor België | Interlands van Wout Faes voor België |
| No.                                  | Datum                                | Wedstrijd                            | Uitslag                              | Soort Wedstrijd                      | Doelpunten                           |
| Als speler bij Stade de Reims        | Als speler bij Stade de Reims        | Als speler bij Stade de Reims        | Als speler bij Stade de Reims        | Als speler bij Stade de Reims        | Als speler bij Stade de Reims        |
| ------------------------------------ | ------------------------------------ | ------------------------------------ | ------------------------------------ | ------------------------------------ | ------------------------------------ |
| 1.                                   | 8 juni 2022                          | België – Polen                       | 6 – 1                                | UEFA Nations League 2022/23          | -                                    |
| Als speler bij Leicester City        |                                      |                                      |                                      |                                      |                                      |
| 2.                                   | 24 maart 2023                        | Zweden – België                      | 0 – 3                                | Kwalificatie EK 2024                 | -                                    |
| 3.                                   | 28 maart 2023                        | Duitsland - België                   | 2 – 3                                | Vriendschappelijk                    | -                                    |
| 4.                                   | 17 juni 2023                         | België – Oostenrijk                  | 1 – 1                                | Kwalificatie EK 2024                 | -                                    |
| 5.                                   | 20 juni 2023                         | Estland – België                     | 0 – 3                                | Kwalificatie EK 2024                 | -                                    |
| 6.                                   | 9 september 2023                     | Azerbeidzjan – België                | 0 – 1                                | Kwalificatie EK 2024                 | -                                    |
| 7.                                   | 12 september 2023                    | België – Estland                     | 5 – 0                                | Kwalificatie EK 2024                 | -                                    |
| 8.                                   | 13 oktober 2023                      | Oostenrijk – België                  | 2 – 3                                | Kwalificatie EK 2024                 | -                                    |
| 9.                                   | 16 oktober 2023                      | België – Zweden                      | 1 – 1                                | Kwalificatie EK 2024                 | -                                    |
| 10.                                  | 15 november 2023                     | België – Servië                      | 1 – 0                                | Vriendschappelijk                    | -                                    |
| 13.                                  | 19 november 2023                     | België – Azerbeidzjan                | 5 – 0                                | Kwalificatie EK 2024                 | -                                    |
| 12.                                  | 23 maart 2024                        | Ierland – België                     | 0 – 0                                | Vriendschappelijk                    | -                                    |
| 13.                                  | 26 maart 2024                        | Engeland – België                    | 2 – 2                                | Vriendschappelijk                    | -                                    |
| 14.                                  | 5 juni 2024                          | België – Montenegro                  | 2 – 0                                | Vriendschappelijk                    | -                                    |
| 15.                                  | 8 juni 2024                          | België – Luxemburg                   | 3 – 0                                | Vriendschappelijk                    | -                                    |
| 16.                                  | 17 juni 2024                         | België – Slowakije                   | 0 – 1                                | EK 2024 groepsfase                   | -                                    |
| 17.                                  | 22 juni 2024                         | België – Roemenië                    | 2 – 0                                | EK 2024 groepsfase                   | -                                    |
| 18.                                  | 26 juni 2024                         | Oekraïne – België                    | 0 – 0                                | EK 2024 groepsfase                   | -                                    |
| 19.                                  | 1 juli 2024                          | Frankrijk – België                   | 1 – 0                                | EK 2024 achtste finale               | -                                    |
| 20.                                  | 6 september 2024                     | België – Israël                      | 3 – 1                                | UEFA Nations League 2024/25          | -                                    |
| 21.                                  | 9 september 2024                     | Frankrijk – België                   | 2 – 0                                | UEFA Nations League 2024/25          | -                                    |
| 22.                                  | 10 oktober 2024                      | Italië – België                      | 2 – 2                                | UEFA Nations League 2024/25          | -                                    |
| 23.                                  | 14 oktober 2024                      | België – Frankrijk                   | 1 – 2                                | UEFA Nations League 2024/25          | -                                    |
| 24.                                  | 14 november 2024                     | België – Italië                      | 0 – 1                                | UEFA Nations League 2024/25          | -                                    |
| 25.                                  | 17 november 2024                     | Israël – België                      | 1 – 0                                | UEFA Nations League 2024/25          | -                                    |
| 26.                                  | 23 maart 2025                        | België – Oekraïne                    | 3 – 0                                | UEFA Nations League 2024/25 barrages | -                                    |
| 27.                                  | 6 juni 2025                          | Noord-Macedonië – België             | 1 – 1                                | Kwalificatie WK 2026                 | -                                    |
| 28.                                  | 9 juni 2025                          | België – Wales                       | 4 – 3                                | Kwalificatie WK 2026                 | -                                    |
| Totaal                               | Totaal                               | Totaal                               | Totaal                               | Totaal                               | 0                                    |

Bijgewerkt t/m 9 juni 2025

## Trivia
- Faes wordt weleens vergeleken met de Braziliaanse verdediger David Luiz omwille van hun gelijkaardige haardos.[39] Zo kreeg Faes ooit voor zijn 16-jarige verjaardag een gesigneerd truitje van Luiz met erop de woorden: "God bless you, my brother". Luiz speelde op dat moment bij Chelsea die toentertijd trachtte Faes te overtuigen bij hen te tekenen.[40]